# Åre Bike Festival
Åre Bike Festival är en festival för mountainbike-cyklister i Åre i Jämtland, som arrangeras av den lokala ideella cykelföreningen Åre Bergscyklister årligen under en helg i början av juli. Åre Bike Festival är Nordens största festival för bergscykling. Den första upplagan arrangerades 2010, och hade fram till 2023 vuxit från några hundra till tusentals besökande cyklister. Festivalen i sig är uppbyggd av flera event; allt från tävlingar i Enduro och svenska mästerskap (i främst downhill), till shower och liftburen midnattscykling på Åreskutan.
Innan Åre Bergscyklister bildades 1996 hade personer bakom föreningen arrangerat festivalen "Åre Bike Hållidey" 1992. Samtidigt som Åre Bike Park var påbörjad arrangerades festivalen "Mountain Mayhem" på somrarna 2003–2008, som var en av Skandinaviens största (namnet kom av ett smeknamn som Åre hade fått under några somrar med "laglös" cykling på berget, medan operatören Skistar var skeptisk till att göra en turistprodukt av denna sport). Till skillnad mot dessa båda föregångare är Åre Bike Festival mer internationellt inriktad. Festivalen stöttas av EU:s regionala utvecklingsfond, och Region Jämtland Härjedalen.

## Återkommande evenemang (i urval)
Följande evenemang har återkommit till festivalprogrammet minst två gånger:
- BH/DH – Downhilltävling för enbart damer (vilken successivt lockat fler kvinnor till festivalen).[6]
- Burning Logs – Tävling man mot man, dragande en brinnande stock bakom varsin cykel.[7]
- Clinic (downhill, trail och pumptrack) – Tekniktävlingar.
- Åre Enduro – Cyling både uppför och utför på tid.[8][9]
- Midnattscykling på Åreskutan under festivaltidens ljusa sommarnätter.
- Svenska mästerskap (SM) i downhill.
- Åre Video Challenge – Tävling där de mest erfarna cyklisterna producerar 3–6 minuter långa filmer om Åre som cykeldestination.[10]
- Whip It – Hopp-konsttävling.[11]